# Isocoffein
Isocoffein (1,3,9-Trimethylxanthin) ist eine chemische Verbindung, welche vom Coffein (1,3,7-Trimethylxanthin) nur durch die Stellung einer Methylgruppe abweicht. Dadurch ist die äußere Struktur des Moleküls verändert und die pharmakologische Wirkung daher deutlich unterschiedlich zum Coffein. 
Isocoffein wirkt viel schwächer, die Muskelstarre bleibt aus und die tetanischen Erscheinungen treten gegenüber der Lähmung in den Hintergrund. Isocoffein wirkt im Gegensatz zum Coffein nur schwach diuretisch. 
Es ist ein Adenosin-Rezeptor-Antagonist.

## Eigenschaften
Isocoffein kristallisiert im monoklinen Kristallsystem in der Raumgruppe P21/n (Raumgruppen-Nr. 14, Stellung 2) mit den Gitterparametern a = 771,7 pm, b = 791,5 pm, c = 1364,6 pm und β = 92,86°. In der Elementarzelle befinden sich vier Formeleinheiten.